# Афрания
Афра́ния (лат. Afrania; умерла в 48 году до н. э.) — древнеримская матрона из плебейского рода Афраниев, предполагаемая сестра консула 60 года до н. э. Луция Афрания. Известная сутяжница своего времени.

## Происхождение
Афрания принадлежала к незнатному плебейскому роду и, предположительно, приходилась сестрой соратнику Гнея Помпея «Великого», консулу 60 года до н. э. Луцию Афранию. Таким образом, её эвентуальный отец мог носить преномен «Авл» (CIL I 752) и являться человеком самого низкого происхождения. 
Крупнейший римский правовед Ульпиан, по-видимому, ошибочно именует её «Карфанией».

## Биография
Благодаря свидетельству Валерия Максима известно, что супругом Афрании являлся сенатор Лициний Буккон. Афрания не отстаивала свои интересы в суде через адвоката, как было заведено, а исполняла эти функции лично, демонстрируя знание правовых и ораторских навыков.
Афрания множество раз выступала в качестве обвинителя на процессах перед претором, мешая нормальной работе суда, из-за чего вошла в поговорку как символ женского бесстыдства и кляузничества. С целью прекращения такой её деятельности один республиканский претор издал эдикт, запрещающий женщинам впредь выступать в суде от имени третьих лиц. 
Скончалась Афрания в 48 году до н. э.